# Thianitara
Thianitara Simon, 1903 è un genere di ragni appartenente alla famiglia Salticidae.

## Etimologia
Il nome è l'unione del genere Thiania C. L. Koch, 1846, con il genere Tara Peckham & Peckham, 1886.

## Caratteristiche
L'esemplare maschile di T. spectrum ha molte caratteristiche in comune col genere Thiania.

## Distribuzione

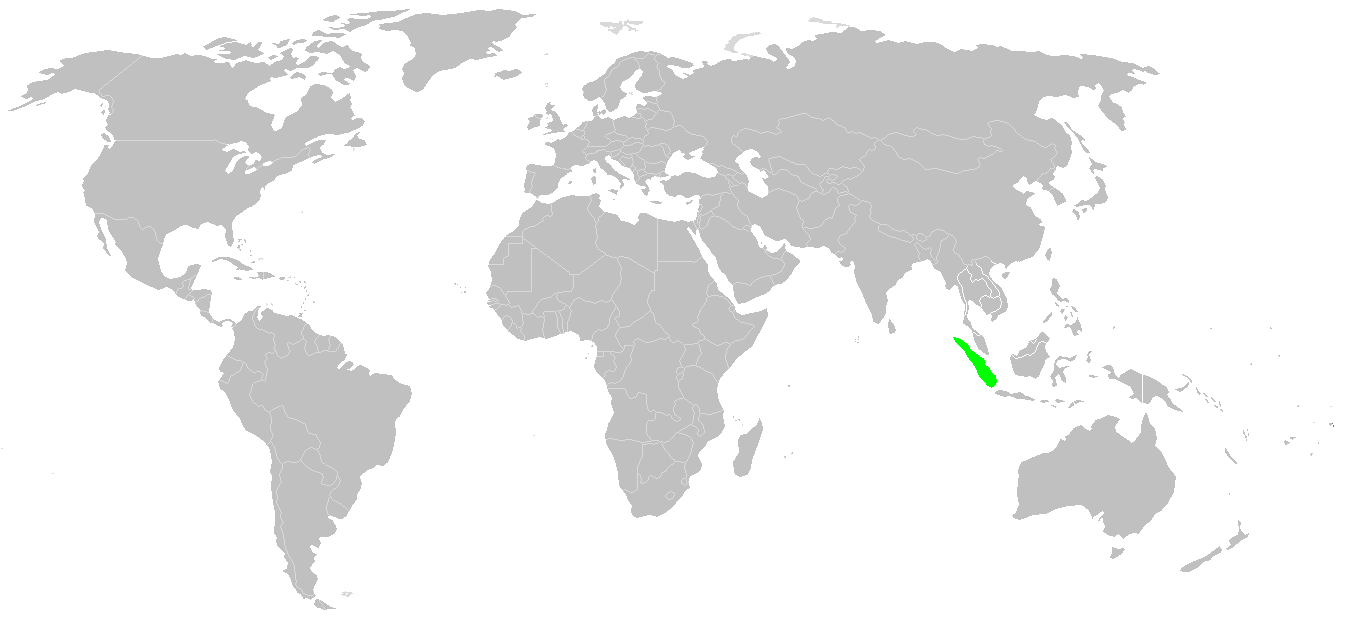
Areale

L'unica specie oggi nota di questo genere è endemica dell'isola di Sumatra.
Vi sono degli esemplari non ancora descritti, reperiti in Malaysia e Sabah, che potrebbero appartenere a questo genere.
Quelli della Malaysia, analizzati da Prószynski nel 1992, sono probabilmente da ascrivere a questa specie, ma il risultato è controverso.

## Tassonomia
A dicembre 2010, si compone di una specie:
- Thianitara spectrum Simon, 1903[3] — Sumatra